# مدیر ارشد منابع انسانی
مدیر منابع انسانی (به انگلیسی: Chief human resources officer) یا مدیر ارشد منابع انسانی، از مدیران ارشد اجرایی یک شرکت سهامی به‌شمار می‌آید، که مسئولیت برنامه‌ریزی و اجرای کلیه فعالیت‌ها و خط‌مشی‌های مربوط به کارکنان شرکت را برعهده دارد. مدیر منابع انسانی اغلب در زمینه جذب نیروی انسانی، آموزش کارکنان جدید، مهندسی فرایندهای سازمانی، ارزیابی عملکرد و رتبه‌بندی کارکنان فعالیت می‌نماید. رئیس منابع انسانی یا مدیر منابع انسانی، در بیشتر شرکت‌ها، در بالاترین رتبه مدیریت منابع انسانی قرار دارد و به‌طور مستقیم به مدیرعامل گزارش می‌دهد و اغلب با هیئت مدیره نیز همکاری می‌کند. در بعضی شرکت‌ها مدیر منابع انسانی از اعضای اصلی هیئت مدیره نیز محسوب می‌شود.